# Estació de l'oblit
Estació de l'oblit és una pel·lícula espanyola de drama del 2009 dirigida i escrita per Christian Molina i Sandra Serna sobre les relacions intergeneracionals, la incomunicació, la família o la solitud. Ha estat doblada al català. Fou estrenada a la Setmana Internacional de Cinema de Valladolid de 2009.

## Sinopsi
Domingo és un ancià mariner alcohòlic allunyat del mar ingressat en una residència geriàtrica on entreté el pas de la vellesa a la mort. El Pau és en el pas entre l'adolescència i la maduresa pels seus problemes d'adaptació és condemnat a complir treballs socials a la residència on hi és Domingo. Malgrat la diferència d'edat i la bretxa generacional entre ambdós, esdevindran companys de viatge. Gràcies a Pau i la seva neta Clara, Domingo escaparà de la residència cap a Cadaqués per poder veure el mar per darrer cop, es podrà trobar amb la seva dona, en Pau trobarà el seu lloc a la societat i Clara es redescobrirà a si mateixa,

## Repartiment
- Fermí Reixach 	... Domingo
- Nilo Mur	...	Pau
- Katia Klein...	Clara
- Francesc Garrido 	...	Domingo Jr.
- Belén Fabra 	...	Gabi
- Teresa Manresa...	Directora Geriàtric
- Andreu Castro	 ...	Leo

## Nominacions
Fermí Reixach fou nominat la Gaudí al millor actor el 2010